# Bradina eremica
Bradina eremica là một loài bướm đêm trong họ Crambidae.